# Гамамелис виргинский
Гамаме́лис вирги́нский (лат. Hamamélis virginiána) — растение семейства Гамамелисовые, вид рода Гамамелис, дико произрастающее в широколиственных лесах Северной Америки и культивируемое в субтропических районах Европы, Азии и Африки.

## Биологическое описание

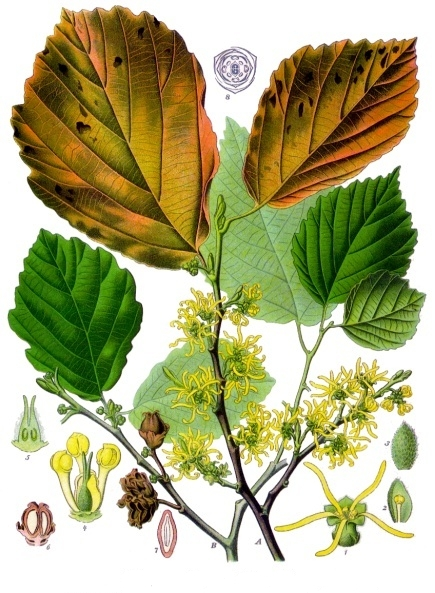

Это высокий кустарник или дерево со светло-серой корой.
Листья очерёдные, крупночерешковые, опадающие, заострённые, зубчатые, сверху тёмно-зелёные, 12 см длиной и 9 см шириной. Молодые листья снизу усажены ржаво-бурыми волосками. Старые снизу голые желтовато-зелёные.
Цветки развиваются пучками по несколько штук. Чашечка цветка четырёхлистная, усажена бурыми звёздчатыми волосками. Венчик состоит из четырёх узколинейных золотисто-жёлтых лепестков.
Плод — светло-бурая овальная коробочка, до половины заключённая в чашечку. Семена чёрные продолговатые.

## Химический состав
Листья растения (лат. Folium Hamamelidis) содержат 7—11 % гликозида гамамелитанина, свободную галловую кислоту и кверцетин. Свежие листья содержат немного эфирного масла. Листья и кора (Cortex Hamamelidis) содержат дубильные вещества гидролизуемой группы.

## Использование
Жидкий экстракт из листьев применяется, как кровоостанавливающее средство при внутренних и геморроидальных кровотечениях, как вяжущее при расстройствах кишечника. Иногда для этих целей используется кора растения. Древесина твёрдая.